# Marolia purkynei
Marolia purkynei là một loài bọ cánh cứng trong họ Melandryidae. Loài này được Maran miêu tả khoa học năm 1933.